# Puente Jurf Kas Sukr
El Puente Jurf Kas Sukr se extiende por el Éufrates, en el pequeño pueblo de Jurf Kas sukr al suroeste de Bagdad, en Irak el puente de 4 carriles de Jurf Kas sukr fue un objetivo principal de la «Operación Furia Fantasma» en noviembre de 2004.
De acuerdo con el Comando Central de los Estados Unidos fue una vía clave para la resistencia iraquí que cruzaba entre Bagdad y Faluya.